# Épineuil
Épineuil is een gemeente in het Franse departement Yonne (regio Bourgogne-Franche-Comté) en telt 616 inwoners (2005). De plaats maakt deel uit van het arrondissement Avallon.

## Geografie
De oppervlakte van Épineuil bedraagt 6,2 km², de bevolkingsdichtheid is 99,4 inwoners per km².
De onderstaande kaart toont de ligging van Épineuil met de belangrijkste infrastructuur en aangrenzende gemeenten.

## Demografie
Onderstaande figuur toont het verloop van het inwonertal (bron: INSEE-tellingen).